# ラクガキ王国
ラクガキ王国（ラクガキおうこく）は、タイトーから発売されたプレイステーション2用のゲームソフト。また、同社が営むアミューズメント施設のブランドの一つ。

## 概要
プレイヤーは「ラクガキ」と呼ばれるキャラクターを作成し、そのキャラクターを戦わせてストーリーを進行させていく。
コントローラーのアナログスティックを用いてプレイヤーが自由に描いた「落書き」が、3Dポリゴンのキャラクターとなるシステムが特徴的。このシステムは東京大学大学院情報理工学研究科の五十嵐健夫教授が院生のときにSIGGRAPH'99で発表した論文の基本概念を参考に作成されている。
「からだ」「あたま」「あし」「はね」など、パーツごとに絵を描いてキャラクターを作っていく。描いた形状に応じた動きが自動であてがわれ、例えば「あし」をくの字型に描くと、折れ曲がった所が膝になる。「うで」の先端に指を設けるとその指が開閉したりする。また、描き方を工夫することで空中に浮いたり、地中にもぐったりして動くラクガキも作ることができる。
原則として、ラクガキの大きさ及び使われている色によってその強さの性質が変化する。なお、初代ではラクガキを描ける人をクロッカーと呼ぶが、本ゲームのユーザー間でもプレイヤーの事をクロッカーと呼ぶことがある。

## 評価
制作側の企画意図としては「ラクガキ」というタイトルに象徴される通り、絵心がなくても気軽にお絵かきが楽しめるソフトを目指していた。しかし、発売前から各ゲーム雑誌ではプロの漫画家やイラストレーターの作成した落書きを「このようなものすごいラクガキが描ける!!」と大々的に取り上げて紹介していたため、消費者からは「絵が上手くないと楽しめないマニア向けソフト」と認知されてしまった。
製作発表直後から当時『ファミ通』編集長だった浜村弘一など多方面から絶賛され、また購入者からの評価も高かったものの、売り上げ的にはそれほど恵まれなかった。愛好者も多く、2007年の冬には著名ユーザーによるトークイベントが開催された。当初はある開発スタッフが参加する予定だったが急遽参加できなくなった事が告知された。その後、後述する別のあるスタッフが告知なしで急遽参加した。

## ガラクタ名作劇場 ラクガキ王国
2002年3月20日にプレイステーション2用ソフトとして発売したラクガキロールプレイングゲーム。2003年1月16日にPlayStation 2 the Best版が発売された。
「ペンジェル」で「ラクガキノート」に絵を描くと、3Dで動くキャラクターになる。描いたラクガキは「ラクガキファイト」でバトルすることができる。色の元である「カラー石」の色は複数の種類があり、ラクガキファイト後に一つあるいは複数のカラー石をもらう事ができる。なお、バトルに勝利した場合はさらに多くもらえる。カラー石はお金(ゴールド)に換金する事ができ、ラクガキやペンを買う事もできる。ガラクタギャラリーのラクガキ大会の予選に勝ち抜くとストーリーの進行と共にペンジェルが成長し、描けるパーツや最大ライン数が増える。

### あらすじ
女性の声で見知らぬ空き地で目覚めたプレイヤーは、空き地に住む勝気な少女ヒバナと彼女の弟分のタローと出会い、ガラクタ市場を支配する帝国が主催する「ラクガキ大会」での優勝を目指すこととなる。

### ラクガキのパーツ
各パーツは大きさや形状により動きが変化し、また、覚える「こうげき」や「まほう」の種類が変わる。1つのラクガキに64個まで描ける。
- からだ - 胴体になるパーツ。このパーツは必ず用いなければならない。
- かたい - 飾りなどとして用いる、動かないパーツ。「あたま」に付けると角として認識されたりする。
- うで - 手および腕になるパーツ。最大6本。
- あし - 足（脚）になるパーツ。本数によってラクガキの動きが変わる。最大6本。
- あたま - 頭部になるパーツ。開口部を設けるとそこが口として認識される。最大1個。
- プルン - ラクガキの動きに応じてぷるぷると動くパーツ。「からだ」に長いものを付けると尻尾として認識される。
- もよう - パーツの表面に柄を描いたり色を塗ることができる。他のパーツとは別に64個まで描ける。
- まわる - 回転するパーツ。たとえばこれで回転軸のみを作り、そこに「かたい」などで羽根をくっつけるとプロペラが作れたりする。同じ方向に回転するパーツを複数個くっつけると、回転速度が上がる。
- ふにゃ - 「ぷるん」と同様のパーツ。「ぷるん」よりも柔らかくゆっくりとした動きをする。
- はね - ぱたぱたと羽ばたくパーツ。「からだ」にくっつけて用いる。ラクガキ全体の大きさに対して十分な大きさの「はね」があれば、空を飛ぶラクガキになる。最大8枚。
- ぶき - 「うで」にくっつけて用いる。小型であれば投擲する武器、大型であれば振り回して攻撃する武器になる。ダミーで小型の「ぶき」を作り、そこに「かたい」などで大きな武器本体を作ってくっつければ、大型でかつ投擲できる武器を作ることもできる。最大2個。

### テクニック

#### 地面に埋まるラクガキ
あし（又はからだ）以外は地面に接触判定がない事を利用し、あし（からだ）より下にパーツを描けば、水面にいるサメ等が出来る。

#### 内臓（パーツの中にパーツを入れる）
パーツの正面にマークして、横からりんかくの内側をなぞるように描く。
また、このシステムを応用して、羽を見えなくしてラクガキを浮遊させることもできる。パーツの正面にマークした後、上からみて、内側から描き始める。

### ラクガキファイト
所有しているラクガキの内、1体から3体までを選び、「こうげき」「まほう」「バリア」、そして「チャージ」の4種類のワザをターンごとに選んで戦う。ルールはいわゆるじゃんけん方式。「あいこ」の時は相打ちとなる。同じワザは2回続けて使うことが出来ないほか、「まほう」による異常状態によって同じワザを選択した場合は行動不能になる。一部の敵キャラクターは固有の技名を持つ。
HPが尽きて倒されたときは、残りの控えのラクガキを選択して交代する。戦闘中に交代することはできない。全てのラクガキを倒したほうが勝者となる。
- こうげき - 手足や「ぶき」で直接攻撃し大ダメージを与える。「バリア」に勝つが「まほう」に負ける。繰り出す攻撃はラクガキの形状によって変化する。
- まほう - PPを消費する。ダメージを与えたり、さまざまな特殊効果を引き起こす魔法で攻撃する。1～4（一部のボスラクガキは5）までのレベルがあり、レベルが高いほど魔法の効果と成功率が高い。「こうげき」に勝つが「バリア」に負ける。ちなみにPPはターンごとに1ずつ回復する。PPが足りない魔法は使う事ができない。
- バリア - 「まほう」を相手に跳ね返す。バリアはラクガキのタイプに応じて3種類の性能に変化する（詳細は下記）。跳ね返すダメージ量はバリアのレベルによって変わる。相打ちの時および「チャージ」中の相手に関しては、バリアを攻撃に使用してある程度のダメージを与えることができる。「まほう」に勝つが「こうげき」に負ける。
- チャージ - 次ターンのワザの攻撃力を約2倍にアップさせることができる。さらにHPも少し回復する。そのターンは攻撃できないが、受けるダメージは約半分になるうえ、確実に発動できる。最初のターンでは使うことが出来ない。

### まほうワザの特殊効果
- ○○封印 - 特定の種類のワザを封印する。「ランダム封印」はターンごとに封印される技の種類が変わる。
- HP、PPどく - 現在HPまたはPPを1ターンごとに減らす。前者はまほう、後者はこうげき・バリアタイプ専用。
- HP、PPぬすみ - 相手のHPまたはPPを吸収する。前者はバリア、後者はまほうタイプ専用。
- HP、PPはかい - 相手のHPまたはPPを減らす。前者はまほうタイプ、後者はこうげきタイプ専用。
- ペッタンコ、ミニミニ - 攻撃力が下がり、相手に与えるダメージが減る。前者はバリア・後者はまほうタイプ専用。
- すばやさダウン - 素早さが下がり、あいこになった際先手を取られやすくなる。こうげきタイプ専用。
- あいこ封じ - あいこになった時、ワザを発動させなくする。まほうタイプ専用。
- PPろうひ - まほうワザの消費PPが増える。バリアタイプ専用。
- まほうしっぱい - まほうワザの特殊効果が失敗しやすくなる。こうげきタイプ専用。
- マヒ - たまにワザの発動をキャンセルさせる。こうげきタイプ専用。
- ねむり - 眠ってしまって行動できなくなるが、攻撃を受けると目が覚めることがある。バリアタイプ専用。
- きぜつ - 気絶してしまい、数ターン行動できなくなる。まほうタイプ専用。
- ○○暴走 - ワザを勝手に選択するうえ、指定された種類のワザを使うことが多くなる。まほうタイプ専用。
- ○○混乱 - ワザを選択した際、指定された種類のワザを勝手に発動させることがある。こうげき・バリアタイプ専用。
- ○○呪い - 指定された種類のワザを使うとダメージを受ける。「チャージ呪い」はチャージ時のHP回復量が少なくなる。
- 水ふうせん - 3ターン後、水風船が落ちてダメージを受ける。バリアタイプ専用。
- ぼうぎょダウン - 防御力が下がり、受けるダメージが多くなる。まほうタイプ専用。

### ラクガキのタイプ
- こうげきタイプ - HPおよび「こうげき」の攻撃力が高い反面、PPが低く、まほうを2つしか使えない。赤、黄系の色を多く使うとこのタイプになる。
- まほうタイプ - PPおよび「まほう」の攻撃力が高いが、他のワザの攻撃力とHPが低い。レベルが上がると最大4種類の「まほう」を覚える（「まほう」の種類はラクガキの形状によって変わる）。また、「マバリア」で「まほう」を跳ね返すとその分のPPを自分のものとして吸収することができる。青、緑系の色を多く使うとこのタイプになる。
- バリアタイプ - 能力は平均的だが「バリア」の攻撃力が高い。「マカエシ」で「まほう」のダメージだけでなく特殊効果も跳ね返すことができる。白・黒系の色を多く使うとこのタイプになる。

### 主な登場キャラクター
ヒバナ
声：中村有岐
快活で勝気なクロッカー（ラクガキを生み出すことの出来る人間）の少女だが、ペンジェルを持たない。12歳。プレイヤーにゲームの基礎を教えてくれる。
赤ん坊の頃、町に棄てられていたところをガリレオ夫妻に拾われ大切に育てられていたが、病に冒されたガリレオの妻がタローを出産した直後に亡くなり、ガリレオも行方不明になり、タローを守る決心をした。
現在はガラクタ市場の近くの空き地で生活しており、プレイヤーと帝国ラクガキ大会の優勝を目指しつつガリレオの消息を探している。
タロー
声：間宮くるみ
ガリレオの息子でありヒバナの弟分。ヒバナ同様、彼もクロッカーだが、ペンジェルを持たない。6歳。お金を貯めて世界を旅し、ガリレオを探すという夢がある。内気でおっとりした性格で、よくヒバナに怒られているが、次第にヒバナを守る存在へと成長していく。
ガリレオ
タローの父親。かつて町一番のクロッカーとして知られていたが、ラクガキ大会で優勝したことで帝国に強制労働を強いられ、ある日一体のラクガキ(モノ)と共に姿を消してしまう。その後西の国でモノと二人で生活していたが、病によってこの世を去った。
モノ
声：入野自由
ヒバナ達のボトルメールを受け取り、プレイヤー達の前に現れる謎の少年。その正体は自由に色を与え、奪う力を持つ「ラクガキの王」で、色の力を求める帝国に監禁されていたがある日ガリレオと共に帝国から逃亡。人里離れた西の国でガリレオと共に暮らしていたが、彼が亡くなりヒバナにその事を伝えるために町に来た。
終盤、再び帝国に拉致され、憲兵長の命令でキヴァに呪いを書き込まれるも、帝国を町から消し去ろうとするキヴァの意思に従い憲兵長を襲撃。一時はヒバナの呼びかけで正気に戻るも、ヒバナがキヴァに銃撃されたことで暴走し、主人公と対峙する。
彼のワザはプレイヤーの描いたラクガキでは習得できない独自のもので、他のワザに無い強力な効果を持つ。一度倒されてもペガサスのような姿になって復活し、この姿でHPが0になっても一度だけHPが1の状態で復活する。
キヴァ
声：松尾まつお
ガリレオの後を継ぎ、帝国の城でラクガキの研究をしている優秀なクロッカー。ガリレオを「先生」と呼び、ガラクタ市場の住民から慕われている。彼もまたガリレオ同様、ラクガキ大会で優勝したため帝国に強制労働を強いられており、帝国の城内で戦う「王になれなかったラクガキ」は彼の描いたラクガキ。ある条件を満たすと彼の最強クラスのラクガキと戦うことができる。
憲兵長メッキ
声：中田和弘
帝国の兵隊長。心を持たない故ラクガキを描くことができず、色の力を奪うため、町を支配している。
デンカ
声：喜田あゆ美
ガキ大将で、3人の子分(ガラシ、シッポ、ノコ)を引き連れ、ヒバナたちにラクガキファイトを挑んでくる。
その他、数多くのキャラクターが登場する。役名表記が無い声優は以下の通り。
玄田哲章　巴菁子　樫井笙人　渡辺久美子　梅田貴公美　横手久美子　鶴野恭子　永野広一　小西克幸　鈴木琢磨　岸尾大輔　平野俊隆　加藤優子

#### 施設
ホーム（空き地）
ガラクタ市場の外れにある空き地で、ヒバナ、タローの活動拠点。ラクガキノートを開いてラクガキを描いたり、ゲームデータのセーブやガレージ内にラクガキを保存することもできる。
ガラクタ市場
様々な店が立ち並ぶ町。色の力を生み出すラクガキファイトが盛んだが、色の力を求める帝国に支配されている。カラー石をゴールドに両替したり、ゴールドでラクガキやペンを購入できる。また、住民にデュエルを申し込み、特定のギャラリーで戦うこともできる。
海ギャラリー
ホーム付近の階段の下にあるギャラリー。
地下ギャラリー
ガラクタ市場でアヤジが帝国に内緒で運営しているギャラリー。帝国に税を収めないため、カラー石を多く稼げる。
ガラクタギャラリー
帝国ラクガキ大会の予選会場となるギャラリーで、帝国の兵士が管理している。
帝国の城
ガラクタ市場を支配している帝国の城。帝国ラクガキ大会の決勝戦の会場でもある。ストーリー上ではキヴァの描いた「王になれなかったラクガキ」が待ち受け、ラクガキの王との最終決戦の地となる。

#### 用語
カラー石
本作の世界を構成するエネルギーである色の力の塊。ラクガキの成長によって生成され、ゲーム中ではラクガキを描くのに使用される。ガラクタ市場の人々はラクガキの成長を促す「ラクガキファイト」でカラー石を生み出しているが、ココロを持たず、ラクガキを描けない帝国の人間はガラクタ市場を支配し、ラクガキファイトで生まれたカラー石を徴収することで色の力を獲得している。
ラクガキ
カラー石を原料に、ココロのある人が妖精ペンジェルを使って描けるカラダを自由に持つ生物。ラクガキ自身も色の力を生み出すことができ、大昔は誰でもラクガキを描くことができたが、色の力を渇望する人間の王の支配を逃れるため、ラクガキの王が神に願ったことでココロの無い人には描けないようになった。
ペンジェル
ココロを持つ人の前に現れるラクガキの天使。筆先のような髪と尻尾を持った赤ん坊のような姿をしており、ペンジェルの描いたラクガキには命が宿る。ラクガキ大会の予選を勝ち抜くごとに成長し、更に強いラクガキが描けるようになる。
帝国
ココロを持たずラクガキを描けないが、色の力を求める組織。ガラクタ市場を支配し、ラクガキファイトで生まれるカラー石を税収している。何故カラー石を求めているのかは不明。

#### ラクガキ
CPUキャラクターの使うラクガキは約3000体登場しており、東京ゲームショウ2001秋にて配布された体験版によってユーザーから一般公募されたラクガキが多数使用されている。また、日本漫画家協会の全面協力のもとに、以下の21名の漫画家がデザインしたラクガキも登場する。
バロン吉元　花村えい子　はらたいら　ちばてつや　藤子不二雄Ⓐ　一峰大二　小島功　松本零士　モンキー・パンチ　牧野圭一　みつはしちかこ　佐川美代太郎　さいとう・たかを　東海林さだお　新谷かおる　鈴木義司　関根義人　わたなべまさこ　里中満智子　やなせたかし　矢野徳
なお、CPUとの対戦で勝利したことのあるラクガキは、一部を除き市場の店で買うことで自分でも使うことができる。ラクガキノートでの編集も可能。
ゲーム中のある場面では『ダライアス』、『サイキックフォース』などタイトーゲームのキャラをモチーフにしたラクガキも出現する。また、説明書には「さよちゃん」（『奇々怪界』の主人公）の名前が振られた画像が存在する。
さらに、隠しキャラクターとして、PC-98用の同人ゲームシリーズ『東方Project』（旧作）の主人公である博麗霊夢を模した「博麗の巫女（ハクレイノミコ）」というラクガキも登場する。
『東方Project』の作者であるZUNは、開発当時戦闘を担う班の一員であり、このキャラクターは元々テスト用に使われる予定だった。ところが、マスターアップ後に班内からラスボスが弱すぎるなどの指摘が上がり、現存するデータを用いた隠し要素が急遽追加された結果、「博麗の巫女（ハクレイノミコ）」は隠しキャラクターとして出現することとなった。その後、開発チーム内の他の班はソニー・インタラクティブエンタテインメント側から隠しキャラクターの倒し方を尋ねられて初めて、存在を知った。
なお、「博麗の巫女（ハクレイノミコ）」は続編の2でも登場するが、服装は『東方紅魔郷』以降のデザインをモチーフとする。また、『ラクガキ キングダム』では『東方Project』のキャラクターのアップロードが許可されている。

### ゲーム内アニメーション
- 制作・演出：田辺修
- 制作補：清川良介
- 作画監督：佐藤好春
- 原画：佐々木美和、安藤雅司、武州英喜、西村貴世、中田一美、杉野左秩子
- 動画 スタジオジブリ、ガイナックス、アニメトロトロ
- 仕上げ：スタジオキリー
- 撮影：スタジオトゥインクル

## 天才ビットくん グラモンバトル
プレイステーション2版は2003年9月18日発売、ニンテンドー ゲームキューブ版は2003年10月3日発売。
NHK教育で放送されていた『天才ビットくん』内で行われていた視聴者参加コーナーのゲーム化。番組では視聴者から送られてきた葉書に描いてあるモンスターをラクガキ王国のシステムを使ってグラディエーターモンスター、略してグラモン化して戦わせていたが、それを家庭用ゲーム機に再移植している。
戦闘システムは初代「ラクガキ王国」と同じで、PS2版とGC版の内容は同じだが、登場するグラモンの種類が違い、GC版は当時の番組出演者の描いたグラモンが4体多く登場している。

### ラクガキの変更点
- 描いたラクガキは輪郭の部分がより鮮明になっており、初代と2の中間のような外見になっている。
- 全てのパーツが最初から描ける状態になっていて、カラー石による色の制限も無い。ある条件を満たすとラクガキ王国の一部のラクガキに使用されている半透明のパーツが描けるようになる。
- 描ける線の長さも最初から最後まで一定である。
- ラクガキの強さは、戦闘で得た「せいちょうポイント」を消費してラクガキをトレーニングさせることによって上げていくように変更されている。
- PS2版のみ初代のセーブデータからラクガキをインポートすることができるが、インポートしたラクガキにパーツを描き足したりすることは出来ない。

### あらすじ
本作のストーリーは、天才ビットくん2002年度二学期の「リセット」の後から始まる。
様々なアイデアによって発展していく街「ビットランド」。プレイヤー(作中ではグラモンファイターと呼ばれる)はビットランドに訪れ、ミクと箱二郎と出会う。ビットランドは住民が少なく、ミクと箱二郎はビットランドに友達が増えることを願っている。
そんな中、グラモン同士が戦うトーナメントが開催され、何でも願いが叶うと言われるカギ「ビッキー」が賞品に出された。トーナメントに優勝し、ビッキーを手に入れた一行の前に謎の探偵「シン」が現れ、「3つのビッキーをくれたら大切な人達に会わせてやる」と取引を持ちかける。この取引をきっかけに3人はビットランドの失われた記憶に迫ることとなった…

### 登場キャラクター
『天才ビットくん』内の人物がそのままゲームキャラとして登場する。
ミク（モデル&声：早乙女未来）
ビットランド内でプレイヤーをサポートしてくれる少女。なぜか奈良弁を話す。ビットランドにもっと友達が増えることを願っている。かつてバグハグ大王にビットランドを支配された際、バグハグ大王を追い払うために行われた「リセット」の影響で記憶を失くしているが、探偵シンの取引をきっかけに記憶を取り戻していく。
箱二郎（声：岡野浩介）
ビットランドのホストコンピュータ。幾つものノートパソコンが重なったような姿をしている。頑固で正義感が強いが、よくフリーズする。ミク同様、記憶を失っているが、プレイヤーをサポートしてくれ、グラモンの描き方は彼から教わることとなる。
ユウコ（モデル&声：YUKO（FLIP-FLAP））
アイコ（モデル&声：AIKO（FLIP-FLAP））
ユージン（モデル&声：中村有志）
セイコー（モデル&声：いとうせいこう）
ミクの友達。ビットエンジンにてミク達を待ち受けているが、それらは探偵シンが作った偽者で、ミク達に襲いかかる。本物はリセットの際に離れ離れになり、新しいビットランドの発展に尽くしている。セイコーはサイバー空間中にビットランドの発展に協力してくれる人々を募集していた。
探偵シン（声：三宅弘城）
ビットランドの私立探偵で、情報通。アフロヘアがトレードマーク。ビッキーを手に入れたミク達の前に現れ、トモダチに会わせる取引を持ちかける。
正体はこれまで3度もビットランドを崩壊の危機に陥れたバグハグ大王。リセットによってビットランドがバラバラになるも辛うじて生き残っており、偽のセイコー達を作り出しミクを騙すことで3つのビッキーを手に入れてビットエンジンを動かし、新しいビットランドに向かって破壊することを企んでいる。最終決戦ではバグハグ大王の頭部から探偵シンの上半身が浮き出た姿で戦う。

### 施設
ホーム
プレイヤーの自宅。プレイデータのセーブ及び、グラモンを描いたりガレージからグラモンを出し入れできる。
飛行船グラシアム
難易度、グラモンの参戦数を決めてグラモンバトルができる。
グラシアム
難易度を決め、連続で1on1のバトルをトーナメント形式で勝ち抜く。ビットエンジンを進むために必要なビッキーはここの大会の優勝賞品。一定数以上連続で優勝すると殿堂入りできる。
トレーニングセンター
グラモンを預けてトレーニングさせ、5種類のうち1つパラメータを上げる。トレーニングにはせいちょうポイントが必要で、一定数以上バトルしてトレーニングを終了させないとキャンバスに戻せない。
ミュージアム
ビットエンジンの地下室。今まで倒したグラモンやそれぞれのトーナメントの殿堂入りグラモンを閲覧できる。倒したグラモンはパーツ内訳や動きも確認できる。
ビットシネマ
グラモンの描き方やワザ、戦略、ビットランドについてを調べることができる。
ビットエンジン
ビットランドの中心にそびえ建つ謎の塔。全50階建てで、1階層ごとに待ち構えるグラモンを倒して上へ登っていく。特定の階層にはボスがおり、そこから先へ進むにはビッキーが必要となる。サイバー空間を航空できる機能を持つが、それを利用するにもビッキーが必要。

## ラクガキ王国2 魔王城の戦い
2004年9月22日、プレイステーション2用ソフトとして発売。「ラクガキ王国」シリーズの第三弾。ラクガキ変身アクションゲームになった。北アメリカではホット・ビィが販売している。
ラクガキノートには「カスタムモード」や「スポイト」ツールも増え、パーツの種類も多くなり、複雑なラクガキが描ける様になった。前作では「あくまでラクガキであることにこだわった」という理由で排除されていたコピー＆ペーストや書き直しなど、編集機能が増強された。
その結果、描き方によっては動きや造形が非常にリアルなラクガキを描くことが出来るようになった。ギミックを組み合わせて、さらに細かい動作を実現させるユーザーやインターネットで作品を公開している者もいる。
多くのパーツを配置し、細部まで作りこむことができるようになった反面、トゥーンレンダリングは行われなくなった。
『コミックボンボン』（講談社）で漫画化もされ、作者による独自の設定が付加された。執筆はコイトデルタ。

### システム
前2作とは打って変わって、今作はアクションゲームとなった。主人公「ピクセル」を操作し、プレイヤーが描いたラクガキに変身して冒険する。
描いたラクガキは十字キーの上・左・右ボタンにそれぞれ登録することができ、対応したボタンを押すことで登録したラクガキに変身する。下キーを押すと変身を解除し、ピクセルの姿に戻る。ピクセルの状態ではセーブポイントを使用することが可能で、回数制限はあるが敵のラクガキをキャプチャーして変身する能力が使用できる(使用可能回数はセーブポイントに隣接することで回復する)。キャプチャーして変身した場合は一定時間で強制的に変身が解けてしまうが、キャプチャーした敵の持っている技を覚えて自分のラクガキの技として使用出来るようになる。
フィールド上、または敵を倒すと出現するメダルを拾うことによって経験値を獲得できる。経験値量はゲージで表示され、満タンになることでレベルがあがる。レベルアップによって体力等のパラメーターやラクガキ作成の自由度が向上していき、戦いにおける有利さだけでなくゲームとしての面白さが強化されていく。
ラクガキに変身した状態では、ラクガキの設定画面で事前に登録した技を使用して闘うことができる。今作では、技を○×△□ボタンにそれぞれ任意に設定する事が出来、レベルが上がることでコンボを登録することもできる。各技は消費するPPが存在し、連続して技を使用するなどしてPPの値が減り過ぎると技が使用できなくなる。PPは技を使用しなければ回復する。
ラクガキのステータスは前作と同じように描いたラクガキの大きさや細さ、パーツの位置などで大きく変わる。パーツの組み合わせ方によっては、技のバリエーションも大きく広がる。
また、フィールドにはラクガキ（敵のラクガキ（ワルガキ）も有る）のカードも存在し、カードのラクガキをコピーして登録することでそのラクガキを使用・改造することができる。

### あらすじ
『その昔、突如現れた魔王によって世界は恐怖と混乱に陥ったが、神から授かった「ラクガキの力」を携えた勇者によって、魔王は倒され、地中深く封印された。』
それから千年----
平和なキャンバス王国の王子ピクセルは、勉強から逃げるため城の地下へと迷い込み、そこで宙に浮く不思議な杖を見つける。それこそ千年前に魔王を倒すために勇者が使った「ラクガキの杖」であった。そうとも知らず、杖を手にするピクセルの前に、壁に描かれたハコイヌのラクガキが飛び出す。ハコイヌいわく、ピクセルが杖を手にしたことで、杖の封印が解けてしまったとのこと。さらにピクセルが不注意で描いてしまったラクガキによって、同じく地下に封じられていた魔王が目覚めてしまい、キャンバス王国は魔王の魔力によって魔王城へと変貌してしまう。魔王を倒し、さらわれた人々と国を元に戻すため、パステルと名乗るハコイヌと共に魔王城の最上階を目指す。

### ラクガキのパーツ
- からだ - 胴体になるパーツ。
- うごかない - 飾りなどとして用いる、動かないパーツ。
- しなる - ラクガキの動きに応じて柔らかく動くパーツ。
- しっぽ - しなるように動くパーツ。攻撃に使える。
- あし - 足（脚）になるパーツ。本数によってラクガキの動きが変わる。膝のみの「ひざあし」、曲がらない「ぼうあし」、かかとのみの「かかとあし」もある。
- うで - 腕になるパーツ。曲がらない「ぼううで」もある。
- まわる - 描いた面に合わせて回転するパーツ。
- どりる - 伸びてる方向を軸に回転するパーツ。
- しゃりん - 車輪として回転し、高速移動できるパーツ。
- ふわふわ - しなるよりも柔らかく動くパーツ。
- はね - ぱたぱたと羽ばたくパーツ。このパーツをつけ、ワザ「はばたき」をセットすれば空を飛べるようになる。高速で羽ばたく「むしはね」もある。
- とびだし - ブレスや飛び道具を発射するパーツ。つけたパーツによって同じワザでもモーションが変わる。
- ぶき - 「うで」にくっつけて攻撃に使う。今作では投げることができない。
- あたま - 近くの物に向きを変えるパーツ。

### ステージ
キャンバス平原
魔王城の外部に広がる平原。ボスはニス。
アッチコッチッチ山
溶岩地帯と氷原地帯が混在する山。炎、氷をモチーフにしたワルガキが生息している。ボスはカルトン。
ぶっとびマグマ穴
溶岩の流れる洞窟。生息するワルガキはプレイヤーを大きく吹き飛ばす技を多用する。
パン渓谷の風
様々なパンで彩られた渓谷。屋外は足場が少なく、風が吹いている。ボスはイーゼル。
ブロック谷の大砲
ブロックで造られたステージ。炎、氷、雷属性のワルガキと遠距離攻撃を使うワルガキが生息する。
砂王国の塔
砂で造られた塔を登っていく。武器を持つ兵士のようなワルガキが生息する。
バトルプラネット
宇宙空間に様々な惑星が浮かんでおり、惑星ごとに現れるワルガキを倒しながら惑星を行き来する。生息するワルガキは宇宙人やエイリアンをモチーフとしている。ボスはデスケル。
ゴーゴーボーリングロード
ボウリング場とサーキット場をモチーフにしたステージ。車輪を持ち、移動速度の速いワルガキが生息する。ボスはアルシュ。
迷い海のヌシ
正しいルートを進まないと永久に迷い続ける海底洞窟。
パレット屋敷
ファンシーな内装の屋敷。炎、氷、雷属性の3つのフロアが存在し、三つの属性のワザを駆使して進む。ボスはパレット。
魔王城の戦い
最終ステージ。魔王の部屋へと続く道。空を飛ぶワルガキが生息している。

### 主な登場キャラクター
ピクセル（声：野田順子）
キャンバス王国の王子で今作の主人公。年齢は10歳。好奇心はあるが、怠け癖がついてしまっているのか「面倒くさいなあ」などと発言することが多々ある。自分の城の地下奥深くに封印されていた「ラクガキの杖」をある経緯で手に入れて以来、面倒臭がりながらも魔王を倒すために戦うことになる。
ハコイヌ（パステル）（声：堀江由衣）
ある経緯によりピクセルと出会った少女。年齢は13歳。かなりお姉さん振った言動をしたり、怠け癖の激しいピクセルに小言を言うのが常となっている。ハコイヌの姿は仮の姿である疑いが高く、ゲーム全体を通じて3度程本来の姿をお目にかかる機会がある。体内に何本か、ラクガキの杖のスペアを収納しているらしいが原理は不明。
タブレット（声：氷青）
魔王の配下である魔族の少年で、幾度となくピクセルの前に姿を現す。ピクセルをライバルと認識しており、会うのを楽しみにしている。魔王の座を奪う野心を秘めており、魔王戦直後、彼を裏切りとどめを刺し、ピクセルからラクガキの杖を奪うことで変身し、彼と最後の戦いに挑む。
パレット（声：ひと美）
プライドが高く、ワガママな魔王の娘で、タブレットを一方的に嫌っている。甘いモノが好きな模様で、パステルとはどうやら知った間柄であることがムービーから分かる。通常状態でも指先からビームを撃つことができ、かなりの高威力。戦闘時はパティシエのような姿になって戦う。
魔王（メディウム）（声：秋元羊介）
1000年前に世界を混乱に陥れた悪の魔王。当時の勇者によって倒され、キャンバス王国の地下に封印されていたがピクセルのイタズラにより復活。王城を魔王城に変え、力の回復を待っていた。結構マヌケで、威厳のある笑い声を出すためにムリをして咳き込むことも。足が短いことを密かに気にしている。戦闘時は細身で足が長くなり、第二形態は四足歩行の獣のような姿で戦う。

### 魔王の手下たち
ニス（声：龍谷修武）
魔王城と化した城の門前、はらペコロシアムに陣取る太っちょ門番で、尾に鍵を持ち、手に大きなフォークを握っている。食べることが大好きで、好き嫌いはない。力持ちで自分を魔物一のハンサムだと思っているらしい。一人称は「ぼくちん」、語尾に「～なのだ」をつけて話す。あまり頭が回るほうではないようで、のんびりとした口調でしゃべる。戦闘時はコマのような姿で戦う。
カルトン（声：山本圭一郎）
筋肉自慢の巨漢。腕が四本あり、タンクトップを着ている。「マッス～ル！」という掛け声を発する。マイペースかつ豪快な性格で、細かいことや面倒なことが苦手。ピクセル相手に意気込んで見せるも、軽くあしらわれ、困惑する表情をみせる。戦闘時はロボットになって戦う。名の由来は「大下絵」「画板」を意味するカルトンから。
イーゼル（声：龍谷修武）
ドクロのような顔をしたガンマン。荒野を怒涛のように走り、ところどころに英語を交えて話す熱い男。それを裏付けるかのように、彼がバトルで使用する技は炎系が中心となっている。とにかくよく喋る。彼のいるサボテンコロシアムにはなぜか「WANTED」と描かれた彼の似顔らしきものが貼られている。戦闘時は両腕が銃になり、下半身がケンタウロスのようになる。名の由来はキャンバスを立てかける台、イーゼルから。
テレピン（声：中尾良平）
桃色闘技場（ももいろころしあむ）で待ち構える、ぽっちゃりした犬（？）のようなキャラクター。中華風の装いに「～アルヨ」などの中華なまりな話し方をする。ストーリームービーに時々登場する「チクリドリ」はもともと彼のペットのようで、彼の闘技場の壁にその写真が貼られている（幼少のテレピンとその家族らしき写真も貼られている）。戦闘時は雲に乗り、背中に生えた武器付きの腕で戦う。名の由来は油絵の下書き等に使われる揮発性の油、テレピンから。
デスケル（声：山本圭一郎）
執事のような身なりをした細身の男。礼儀正しく律儀で音楽とワインを好む紳士。戦いに対して独自の見解を持っており、ピクセルたちに語って聞かせるも難しい話のため（内容は大した事ないのだが）相手にされず。胴体がやたらと長く、足は短い。胴を振る癖がある。腕組をする手があるが、ゲーム中では動かず、代わりに長い髭が手の役割をしている。戦闘時はバイクのような姿で戦う。名の由来はデッサンや絵画の構図を確かめる際に使う目盛りのついた透明な板、デスケルから。
アルシュ（声：氷青）
ボウリングロードエリアを管轄するバラの化身。普段は若い女性の姿をしている。淑女のような口調で話すが、半面抜け目が無く、タブレットの目論見を見抜いている。パレットの言いつけに従ってはいるが、あまり忠実ではないようである。通常の姿でも光線を打つことができ、意外としたたか。くすぐられるのが苦手。戦闘時はより薔薇のような姿になって戦う。名の由来はフランス製の水彩紙、アルシュから。
ちなみに魔族に属するキャラたちは全て、ピクセルに倒されて身体（ラクガキ）を失っても魂の状態で活動ができ、新しい身体が描かれると即座に復活可能。魂のままでも他の生物から触れられたり、会話したりできる。

## ラクガキ キングダム
スマートフォン向けゲームアプリとして2021年1月28日にiPhone・iOS/Androidで配信開始。15年ぶりとなるシリーズ最新作となる。
2019年7月5日にカウントダウンサイトを公開、同月11日に本作が発表された。
2021年11月2日にサービス終了。

## アミューズメント施設
タイトーは自社運営のアミューズメント施設ブランドとして、主に使用している「タイトーステーション」や「ハロータイトー」の他に、ファミリー向けアミューズメント施設ブランドとして「ラクガキ王国」の名称も使用している。ただし、2015年現在で存在する店鋪は埼玉県三郷市の1箇所のみである。ロゴタイプのみが本シリーズと同じものをそのまま使用されている。
2021年4月16日には、実際に遊べる「らくがキッズ」がタイトーステーション宇都宮内ベルモールで稼働開始。ラクガキを描いて戦わせることができる他、腕に装着する機器を使用して店舗内のアスレチックで運動することでガッツと呼ばれる経験値を集めることが可能。入場に関しては対象年齢が設定されている。